# Cervonema tenuicaudatum
Cervonema tenuicaudatum är en rundmaskart som först beskrevs av Stekhoven 1950.  Cervonema tenuicaudatum ingår i släktet Cervonema och familjen Comesomatidae. Inga underarter finns listade i Catalogue of Life.